# Russisch Open
Het Russisch Open, officieel het Russian Open Golf Championship, was van 1993 tot en met 2015 een golftoernooi van de Europese PGA Tour.

## Geschiedenis
De eerste editie was in 1993, toen de golfbaan nog maar negen holes had. In 1994 was de 18 holesbaan voltooid. Jarenlang was het Russisch Open het enige toernooi achter het IJzeren Gordijn.
Het toernooi hoorde vanaf 1996 bij de Challenge Tour, het werd gespeeld op de Moscow Country Club. In 2004 en 2005 telde het zowel voor de Europese als voor de Challenge Tour en nadien alleen voor de Europese Tour. Voor de Challenge Tour was het Russisch Open een top-evenement, wat het prijzengeld betrof. Nadat het evenement bij de Europese Tour kwam, werd het prijzengeld in 2006 verdubbeld naar $1.000.000.
Het Russisch Open speelde zich jarenlang af tijdens dezelfde dagen als het PGA Kampioenschap in Engeland, waardoor het een 'tweederangs' toernooi bleef. In 2007 werd het evenement vervroegd, maar ook de nieuwe datum bleek geen gelukkige keuze daar deze samen viel met de Bridgestone Invitational, dat onderdeel uitmaakt van de World Golf Championships. In 2008 werd het toernooi verschoven naar de week volgend op het Britse Open, de week waarin vroeger het KLM Open plaatsvond.
In de eerste editie deed Nicolas Vanhootegem mee, hij eindigde op de 7de plaats. Joost Steenkamer werd 23ste. In 1997 werd Vanhootegem weer 7de. Robert-Jan Derksen deed toen voor het eerst mee en werd 14de.
In 1999 eindigden twee Nederlanders in de top-10: Niels Kraaij (5) en Maarten Lafeber (9).
Bij het toernooi van 2004 werd de derde dag onderbroken nadat het de hele ochtend hard had geregend. Slechts 23 spelers waren klaar, de andere 47 spelers moesten zondag hun ronde afmaken. Voor de vierde ronde werden de spelers niet opnieuw ingedeeld, de leiders zaten dus niet in de laatste groep. Gary Emerson behaalde die dag zijn eerste overwinning op de Europese Tour.
In 2010 kreeg het Russisch Open een doorstart en maakte weer deel uit van de Challenge Tour. Het werd in september gespeeld, in 2012 was dat in dezelfde week als het KLM Open. In 2013 maakte het toernooi weer deel uit van de Europese Tour en werd het weer gespeeld in de week na het Brits Open.

## Winnaars
| Jaar                                  | Baan                            | Winnaar                   | Beste Nederlander           | Beste Belg               | Tour         |
| Russian Open                          | Russian Open                    | Russian Open              | Russian Open                | Russian Open             | Russian Open |
| ------------------------------------- | ------------------------------- | ------------------------- | --------------------------- | ------------------------ | ------------ |
| 1993                                  | Moscow Country Club             | Konstantin Lifanov        |                             |                          |              |
| 1994                                  | Moscow Country Club             | Steve Schroeder           |                             |                          |              |
| 1995                                  | Moscow Country Club             | Simon Clough              |                             |                          |              |
| 1996                                  | Moscow Country Club             | Carl Watts                | Joost Steenkamer (23)       | Nicolas Vanhootegem (7)  | CT           |
| Sovereign Russian Open                |                                 |                           |                             |                          |              |
| 1997                                  | Moscow Country Club             | Michele Reale             | Robert-Jan Derksen (14)     | Nicolas Vanhootegem (7)  | CT           |
| Russian Open                          |                                 |                           |                             |                          |              |
| 1998                                  | Moscow Country Club             | Warren Bennett            | Robert-Jan Derksen (26)     | Arnaud Langenaeken (46)  | CT           |
| BMW Russian Open                      |                                 |                           |                             |                          |              |
| 1999                                  | Moscow Country Club             | Iain Pyman                | Niels Kraaij (5)            | Didier De Vooght (MC)    | CT           |
| 2000                                  | Le Méridien Moscou Country Club | Marco Bernardini          | Robert-Jan Derksen (MC)     | =                        | CT           |
| 2001                                  | Le Méridien Moscou Country Club | Jamie Donaldson           | Robert-Jan Derksen (MC)     | Didier De Vooght (24)    | CT           |
| 2002                                  | Le Méridien Moscou Country Club | Iain Pyman                | Guido van der Valk (2)      | Nicolas Colsaerts (15)   | CT           |
| 2003                                  | Le Méridien Moscou Country Club | Marcus Fraser             | Guido van der Valk (MC)     | Nicolas Vanhootegem (31) | CT           |
| 2004                                  | Le Méridien Moscou Country Club | Gary Emerson              | =                           | Didier De Vooght (MC)    | CT en ET     |
| The Cadillac Russian Open             |                                 |                           |                             |                          |              |
| 2005                                  | Le Méridien Moscou Country Club | Mikael Lundberg           | Niels Kraaij (68)           | Nicolas Vanhootegem (MC} | CT en ET     |
| The Imperial Collection Russian Open  |                                 |                           |                             |                          |              |
| 2006                                  | Le Méridien Moscou Country Club | Alejandro Cañizares       | =                           | =                        | CT           |
| The Russian Open Golf Champions       |                                 |                           |                             |                          |              |
| 2007                                  | Le Méridien Moscou Country Club | Per-Ulrik Johansson       | Robert-Jan Derksen (2)      | =                        | CT           |
| Inteco Russian Golf Championship 2008 |                                 |                           |                             |                          |              |
| 2008                                  | Le Méridien Moscou Country Club | Mikael Lundberg           | Robert-Jan Derksen (12)     | =                        | CT           |
| M2M Russian Challenge Cup             |                                 |                           |                             |                          |              |
| 2010                                  | Tseleevo Golf & Polo Club       | Carlos Del Moral          | Floris de Vries (T14)       | =                        | CT           |
| 2011                                  | Tseleevo Golf & Polo Club       | Sam Little                | Jurrian van der Vaart (T6)  | =                        | CT           |
| 2012                                  | Tseleevo Golf & Polo Club       | Alexandre Kaleka (281, -7 | Jurrian van der Vaart (T38) | =                        | CT           |
| M2M Russian Open                      |                                 |                           |                             |                          |              |
| 2013                                  | Tseleevo Golf & Polo Club       | Michael Hoey (272, -16)   | Maarten Lafeber (T24)       | =                        | ET           |
| 2014                                  |                                 |                           |                             |                          |              |

CT = Challenge Tour, ET = Europese Tour
 South African Open Championship ·
 Alfred Dunhill Championship ·
 Nedbank Golf Challenge ·
 Hong Kong Open ·
 Nelson Mandela Championship ·
 Volvo Golf Champions ·
 Abu Dhabi Golf Championship ·
 Commercialbank Qatar Masters ·
 Dubai Desert Classic ·
 Joburg Open ·
 Africa Open ·
 WGC-Accenture Match Play Championship ·
 Tshwane Open ·
 WGC-Cadillac Championship ·
 Trophée Hassan II ·
 EurAsia Cup ·
 NH Collection Open ·
 The Masters ·
 Maybank Malaysian Open ·
 Volvo China Open ·
 The Championship at Laguna National ·
 Madeira Islands Open ·
 Open de España ·
 BMW PGA Championship ·
 Nordea Masters ·
 Lyoness Open ·
 US Open ·
 Iers Open ·
 BMW International Open ·
 Open de France ·
 Scottish Open ·
 The Open Championship ·
 M2M Russian Open ·
 WGC-Bridgestone Invitational ·
 US PGA Championship ·
 Made in Denmark ·
 D+D Real Czech Masters ·
 Italiaans Open ·
 European Masters ·
 KLM Open ·
 Wales Open ·
 Ryder Cup ·
 Alfred Dunhill Links Championship ·
 Portugal Masters ·
 Volvo World Match Play Championship ·
 Perth International ·
 BMW Masters ·
 WGC-HSBC Champions ·
 Turks Open ·
 Dubai World Championship